# Copa Santa Catarina de Futebol Sub-20 de 2017
A Copa Santa Catarina de Futebol Sub-20 de 2017 foi a 2ª edição desta competição de futebol organizada pela Federação Catarinense de Futebol (FCF), que aconteceu entre 25 de março e 1 de julho de 2017. A competição deste ano contou com a participação de 12 equipes, sendo 8 da Série A do Campeonato Catarinense e quatro da Série B, proporcionando assim a possibilidade de clubes de divisão inferior disputarem esse título.
A competição visou valorizar o trabalho realizado pelos clubes em suas categorias de base, colaborando para o surgimento de novos atletas para o futebol brasileiro, atendendo o escopo do Estatuto do Torcedor ao fomentar o futebol.
Após vencer a disputa nas semifinais contra o Concórdia, o Criciúma garantiu vaga na final da competição. Na outra semifinal o Avaí eliminou o Joinville e também garantiu a vaga na grande final. Por ter tido melhor campanha na primeira fase, o Tigre levou a vantagem do empate para o jogo que decidiu o título. No jogo final o Criciúma venceu por 2 a 0 e conquistou o seu primeiro título da Copa Santa Catarina de Futebol Sub-20.

## Fórmula de disputa
Primeira fase: 12 clubes jogando todos contra todos em turno único. Classificam-se para a próxima fase os 4 primeiros colocados.
Semifinais: sistema eliminatório, com confrontos em ida e volta, tendo o mando de campo do segundo jogo e a vantagem do duplo empate o clube com melhor campanha.
Final: jogo único em campo neutro, mas com vantagem do empate à equipe que obteve melhor classificação na primeira fase da competição.
Critérios de desempate
Em caso de empate por pontos entre dois ou mais clubes, os critérios de desempate são aplicados na seguinte ordem:
1. Número de vitórias;
2. Saldo de gols;
3. Gols pró;
4. Confronto direto;
5. Menor número de cartões vermelhos;
6. Menor número de cartões amarelos;
7. Sorteio.[6]

As equipes tem o direito de realizarem até seis substituições, respeitando o número máximo de três interrupções na partida. Cada clube pode inscrever até cinco atletas com idade acima de 20 anos, sendo que apenas três podem atuar simultaneamente.

## Equipes participantes
| Equipe                                       | Cidade             | Em 2016 |
| -------------------------------------------- | ------------------ | ------- |
| Clube Atlético Tubarão                       | Tubarão            | 9º      |
| Avaí Futebol Clube                           | Florianópolis      | 5º      |
| Barra Futebol Clube                          | Balneário Camboriú | --      |
| Associação Chapecoense de Futebol            | Chapecó            | 2º      |
| Concórdia Atlético Clube                     | Concórdia          | --      |
| Criciúma Esporte Clube                       | Criciúma           | 3º      |
| Figueirense Futebol Clube                    | Florianópolis      | 1º      |
| Esporte Clube Internacional (Inter de Lages) | Lages              | --      |
| Sport Club Jaraguá                           | Jaraguá do Sul     | --      |
| Joinville Esporte Clube                      | Joinville          | --      |
| Clube Atlético Metropolitano                 | Blumenau           | 6º      |
| Esporte Clube Operário de Mafra              | Mafra              | 4º      |

## Primeira fase

### Classificação
| Pos. | Equipes           | P  | J  | V | E | D | GP | GC | SG  | %  | Classificação            |
| ---- | ----------------- | -- | -- | - | - | - | -- | -- | --- | -- | ------------------------ |
| 1    | Criciúma          | 24 | 11 | 7 | 3 | 1 | 25 | 8  | 17  | 72 | Segunda fase (semifinal) |
| 2    | Joinville         | 23 | 11 | 7 | 2 | 2 | 17 | 9  | 8   | 70 | Segunda fase (semifinal) |
| 3    | Avaí              | 22 | 11 | 7 | 1 | 3 | 23 | 10 | 13  | 67 | Segunda fase (semifinal) |
| 4    | Concórdia         | 21 | 11 | 6 | 3 | 2 | 18 | 9  | 9   | 63 | Segunda fase (semifinal) |
| 5    | Metropolitano     | 19 | 11 | 6 | 1 | 4 | 17 | 12 | 5   | 57 |                          |
| 6    | Figueirense       | 16 | 11 | 5 | 1 | 5 | 22 | 17 | 5   | 48 |                          |
| 7    | Chapecoense       | 15 | 11 | 4 | 3 | 4 | 17 | 17 | 0   | 45 |                          |
| 8    | Operário de Mafra | 13 | 11 | 4 | 1 | 6 | 19 | 23 | -4  | 39 |                          |
| 9    | Barra-SC          | 11 | 11 | 3 | 2 | 6 | 23 | 23 | 0   | 33 |                          |
| 10   | Inter de Lages    | 10 | 11 | 3 | 1 | 7 | 13 | 31 | -18 | 30 |                          |
| 11   | Tubarão           | 8  | 11 | 2 | 2 | 7 | 13 | 23 | -10 | 24 |                          |
| 12   | Jaraguá           | 6  | 11 | 2 | 0 | 9 | 8  | 33 | -25 | 18 |                          |

### Confrontos
|                   | ATT | AVA | BAR | CHA | CON | CRI | FIG | INT | JAR | JOI | OPE | MET |
| ----------------- | --- | --- | --- | --- | --- | --- | --- | --- | --- | --- | --- | --- |
| Atlético Tubarão  | —   | 1–3 | 0–2 | 1–4 |     | 3–2 |     | 3–0 |     |     |     |     |
| Avaí              |     | —   | 2–0 |     | 0–1 |     | 2–1 |     | 6–0 |     | 4–1 |     |
| Barra             |     |     | —   |     | 2–2 |     |     | 9–1 | 1–3 | 3–2 | 2–4 | 1–2 |
| Chapecoense       |     | 0–1 | 3–2 | —   |     |     |     | 2–1 | 2–0 | 0–0 |     |     |
| Concórdia         | 1–0 |     |     | 2–2 | —   |     | 3–1 |     | 4–0 |     | 2–0 | 0–0 |
| Criciúma          |     | 1–1 | 1–1 | 1–1 | 1–0 | —   |     |     | 5–0 | 2–0 |     |     |
| Figueirense       | 4–0 |     | 3–0 | 3–1 |     | 0–2 | —   |     | 2–0 | 2–3 |     |     |
| Inter de Lages    |     | 2–1 |     |     | 1–2 | 1–6 | 2–2 | —   |     |     | 2–0 | 1–3 |
| Jaraguá           | 2–1 |     |     |     |     |     |     | 1–2 | —   | 0–4 | 2–3 | 0–3 |
| Joinville         | 0–0 | 2–1 |     |     | 2–1 |     |     | 2–0 |     | —   | 1–0 | 1–0 |
| Operário de Mafra | 4–4 |     |     | 3–1 |     | 1–2 | 1–2 |     |     |     | —   | 2–1 |
| Metropolitano     | 1–0 | 1–2 |     | 3–1 |     | 0–2 | 3–2 |     |     |     |     | —   |

| Vitória do mandante; Vitória do visitante; Empate; Confronto fora de casa. |

## Segunda fase

### Semifinal
|  | Semifinais | Semifinais | Semifinais | Semifinais |  |       | Final    | Final | Final |  |
|  |            |            |            |            |  |       |          |       |       |  |
|  | 1º         | Criciúma   | 0          | 3          |  |       |          |       |       |  |
|  | 4º         | Concórdia  | 0          | 1          |  |       |          |       |       |  |
|  |            |            |            |            |  | FN. 1 | Criciúma | 2     |       |  |
|  |            | FN. 2      | Avaí       | 0          |  |       |          |       |       |  |
|  | 2º         | Joinville  | 0          | 0          |  |       |          |       |       |  |
|  | 3º         | Avaí       | 0          | 1          |  |       |          |       |       |  |

| Sábado, 17 de junho | Concórdia | 0 – 0  | Criciúma | Estádio Domingos Machado de Lima, Concórdia |
| 15:30               |           | Súmula |          | Árbitro: SC Cinésio Mendes Júnior           |

| Quinta-feira, 22 de junho | Avaí | 0 – 0  | Joinville | Estádio da Ressacada, Florianópolis |
| 15:00                     |      | Súmula |           | Árbitro: SC Ramon Abatti Abel       |

Volta
| Sábado, 24 de junho | Criciúma                             | 3 – 1  | Concórdia | Estádio Heriberto Hülse, Criciúma                 |
| 15:30               | Andrew 46' · Kalil 61' · Augusto 69' | Súmula | 75' Neto  | Árbitro: SC Fernando Henrique de Medeiros Miranda |

| Quarta-feira, 28 de junho | Joinville | 0 – 1  | Avaí     | Arena Joinville, Joinville       |
| 15:00                     |           | Súmula | 73' Yuri | Árbitro: SC Edson da Silva (CBF) |

## Terceira fase

### Final
| Sábado, 1 de julho | Criciúma                  | 2 – 0  | Avaí | Estádio Domingos Silveira Gonzales, Tubarão |
| 15:30              | Lucas Bessa 5' · Guga 61' | Súmula |      | Árbitro: SC Leandro Messina Perrone         |

## Artilharia
| Gols | Jogador         | Time              |
| ---- | --------------- | ----------------- |
| 10   | Ronaldo da Cruz | Operário de Mafra |
| 7    | Matheus Lucas   | Figueirense       |
| 5    | Janderson       | Joinville         |
| 5    | João Victor     | Tubarão           |
| 4    | Augusto         | Criciúma          |
| 4    | Espartacos      | Operário de Mafra |
| 4    | Getulio         | Avaí              |
| 4    | Henrique Goebel | Metropolitano     |
| 4    | Igor Paim       | Figueirense       |
| 4    | Jardyson        | Concórdia         |
| 4    | Jean            | Joinville         |
| 4    | Madson          | Joinville         |
| 4    | Maiquinho       | Metropolitano     |
| 4    | Neto            | Concórdia         |
| 4    | Silvano         | Chapecoense       |
| 3    | Busanello       | Chapecoense       |
| 3    | Ceará           | Figueirense       |
| 3    | Giuliano        | Jaraguá           |
| 3    | João Paulo      | Metropolitano     |
| 3    | Lucas Bessa     | Criciúma          |
| 3    | Luiz            | Criciúma          |
| 3    | Luiz Renan      | Barra-SC          |
| 3    | Mateus Arence   | Inter de Lages    |
| 3    | Pedro Leão      | Barra-SC          |
| 3    | Sidney          | Figueirense       |

## Premiação
| Copa Santa Catarina Sub-20 de 2017 |
| ---------------------------------- |
| Criciúma Campeão (1º título)       |